# Saint-Servant
Saint-Servant is een dorp en gemeente in Frankrijk, in Bretagne.

## Ligging
De onderstaande kaart toont de ligging van Saint-Servant met de belangrijkste infrastructuur en aangrenzende gemeenten.

## Demografie
Onderstaande figuur toont het verloop van het inwonertal, bron: INSEE-tellingen. 

1. ↑  Populations de référence 2022.